# Vittalompolo
Vittalompolo är en sjö i Pajala kommun i Norrbotten och ingår i Torneälvens huvudavrinningsområde. Sjön har en area på 0,0671 kvadratkilometer och ligger 297,1 meter över havet. Vittalompolo ligger i Torne och Kalix älvsystem Natura 2000-område.

## Delavrinningsområde
Vittalompolo ingår i det delavrinningsområde (753268-178957) som SMHI kallar för Ovan Nuorukkajoki. Medelhöjden är 329 meter över havet och ytan är 87,97 kvadratkilometer. Räknas de 2 avrinningsområdena uppströms in blir den ackumulerade arean 177,44 kvadratkilometer. Olosjoki som avvattnar avrinningsområdet har biflödesordning 3, vilket innebär att vattnet flödar genom totalt 3 vattendrag innan det når havet efter 304 kilometer. Avrinningsområdet består mestadels av skog (87 procent) och sankmarker (10 procent). Avrinningsområdet har 0,83 kvadratkilometer vattenytor vilket ger det en sjöprocent på 0,9 procent.